# Taubenturm Manoir de Kerscao

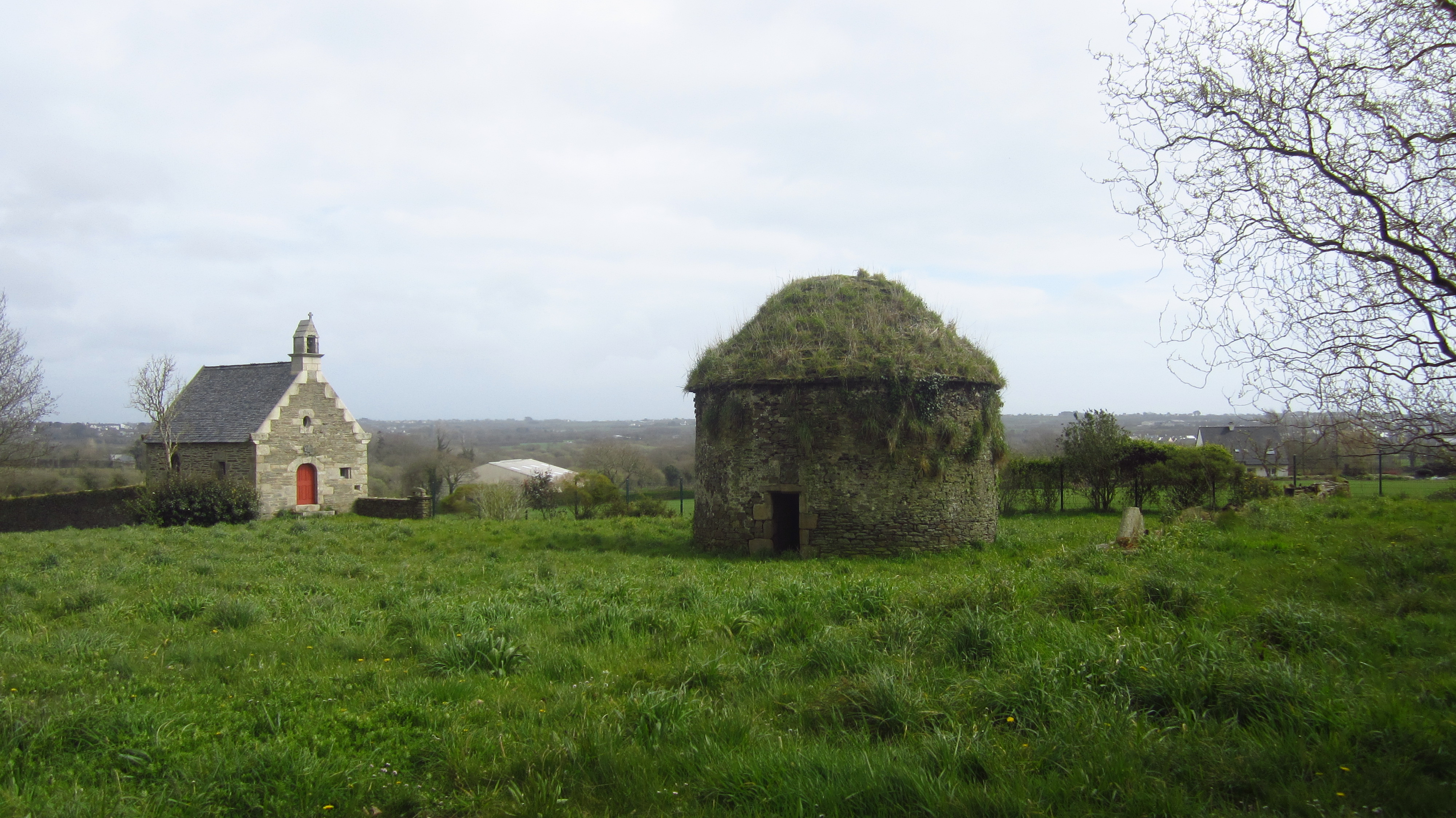
Taubenturm in Locmaria-Plouzané, dahinter die Kapelle des Manoir

Der Taubenturm (französisch colombier oder pigeonnier) des Manoir de Kerscao in Locmaria-Plouzané, einer französischen Gemeinde im Département Finistère in der Region Bretagne, wurde im 16. Jahrhundert errichtet. Der Taubenturm steht als Teil des Manoir seit 1998 als Monument historique auf der Liste der Baudenkmäler in Frankreich.
Der runde Turm aus Bruchsteinmauerwerk wird von einem Steindach bedeckt.